# Сишуй (Гуйчжоу)
Сишу́й (кит. упр. 习水, пиньинь Xíshuǐ) — уезд городского округа Цзуньи провинции Гуйчжоу (КНР).

## История
В 1915 году из уезда Жэньхуай был выделен уезд Сишуй (鰼水县).
После вхождения этих мест в состав КНР в конце 1949 года был создан Специальный район Цзуньи (遵义专区), и уезд вошёл в его состав. В 1959 году написание названия уезда было изменено с 鳛水县 на 习水县. В 1970 году Специальный район Цзуньи был переименован в Округ Цзуньи (遵义地区).
Постановлением Госсовета КНР от 10 июня 1997 года округ Цзуньи был преобразован в городской округ.

## Административное деление
Уезд делится на 14 посёлков и 9 волостей.